# Bandeira da República Socialista Federativa Soviética Transcaucasiana

Bandeira da República Socialista Federativa Soviética Transcaucasiana

A Bandeira da RSFS Transcaucasiana foi adotada pelo RSFS Transcaucasiana na década de 1930.
Antes disso, a bandeira era vermelha com os caracteres ЗСФСР em dourado numa fonte serifa.

## Relações externas
- Bandeira da RSFS Transcaucasiana (em inglês)